# Plecopterodes lutosa
Plecopterodes lutosa is een vlinder uit de familie spinneruilen (Erebidae). De wetenschappelijke naam is voor het eerst geldig gepubliceerd in 1910 door Grünberg.
De soort komt voor in tropisch Afrika.